# 天绿香
天绿香，学名守宫木，又叫树仔菜、五指山野菜、减肥菜、泰国枸杞，为大戟科守宫木属植物。主要产于南洋群岛和东南亚，在中国海南、广东、江苏、浙江、云南、福建、四川等地有零散栽培，亦有野生。